# Robert Chef d'Hôtel
Robert Chef d'Hôtel (francès: Robert Chef d’Hôtel)  (Nouméa, 2 de febrer de 1922 - Sant Joan de Roians, 19 d'octubre de 2019) va ser un atleta francès, especialista en els 400 i 800 metres llisos, que va competir durant la dècada de 1940.
El 1948 va prendre part en els Jocs Olímpics de Londres, on va disputar dues proves del programa d'atletisme. Va guanyar la medalla de plata en els 4x400 metres relleus formant equip amb Jean Kerebel, Francis Schewetta i Jacques Lunis, mentre en els 800 metres fou setè.
En el seu palmarès també destaca una medalla d'or al Campionat d'Europa d'atletisme de 1946, a Oslo, en la prova dels 4x400 metres.

## Millors marques
- 400 metres llisos. 48.7" (1947)
- 800 metres llisos. 1'51.0" (1947)[2][4]